# نوار (فیلم ۲۰۰۱)
نوار (به انگلیسی: Tape) فیلمی محصول آمریکا در سال ۲۰۰۱ به کارگردانی ریچارد لینکلیتر و به نویسندگی استیون بلبر بر اساس یک نمایشنامه تئاتر می‌باشد. بازیگران این فیلم ایتن هاک رابرت شان لئونارد و اوما تورمن می‌باشند.

## داستان فیلم
سه همکلاسی قدیمی دوران دبیرستان در یکی از اتاق‌های متلی در میشیگان خاطرات دوران دبیرستان خود را برای هم بازگو می‌کنند.

## بازیگران
- ایتن هاک ... وینچ
- رابرت شان لئونارد ... جان سالتر
- اوما تورمن ... امی راندل